# Мешко, Жан
Жан Ме́шко (словен. Žan Meško; родился 25 января 2008) — словенский футболист, правый защитник клуба «Марибор».

## Клубная карьера
Мешко является воспитанником футбольной академии клуба «Марибор». В апреле 2023 года 15-летний Жан подписал свой первый профессиональный контракт с клубом. 22 сентября 2024 года дебютировал в основном составе «Марибора», выйдя на замену в матче Первой лиги Словении против клуба «Нафта 1903». На тот момент ему было 16 лет, 7 месяцев и 28 дней.

## Карьера в сборной
Выступал за сборные Словении до 15, до 16 и до 17 лет.